# Aí Vem o Barão
Aí Vem o Barão é um filme brasileiro de comédia de 1951. Foi dirigido por Watson Macedo e estrelado por Oscarito, José Lewgoy, Eliana, Adelaide Chiozzo, Cyl Farney, Ivon Cury e Luiza Barreto Leite.

## Elenco
| Nome                | Personagem       |
| ------------------- | ---------------- |
| Oscarito            | Carlos Frederico |
| José Lewgoy         | Von Mack         |
| Eliana Macedo       | Norma            |
| Adelaide Chiozzo    | Iolanda          |
| Cyl Farney          | Luís             |
| Ivon Cury           | Navalha          |
| Luiza Barreto Leite | Governanta       |

## Lançamento
Aí Vem o Barão teve sua produção iniciada e finalizada em 1951, no Rio de Janeiro. O seu lançamento no cinema deu-se no mesmo ano.

## Prêmios
| Premiação                                    | Categoria    | Resultado | Ref.  |
| -------------------------------------------- | ------------ | --------- | ----- |
| Festival Cinematográfico do Distrito Federal | Melhor Filme | Vencedor  | [ 2 ] |